# (73458) 2002 NZ47
(73458) 2002 NZ47 – planetoida z pasa głównego asteroid okrążająca Słońce w ciągu 7,92 lat w średniej odległości 3,97 j.a. Odkryta 4 lipca 2002 roku.